# Aignes-et-Puypéroux

Aignes-et-Puypéroux este o comună în departamentul Charente, Franța. În 1 ianuarie 2018 avea o populație de 244 de locuitori.